# Ostryopsis intermedia
Ostryopsis intermedia är en björkväxtart som beskrevs av B.Tian och J.Q.Liu. Ostryopsis intermedia ingår i släktet Ostryopsis och familjen björkväxter. Inga underarter finns listade.